# Theophilus von Corte

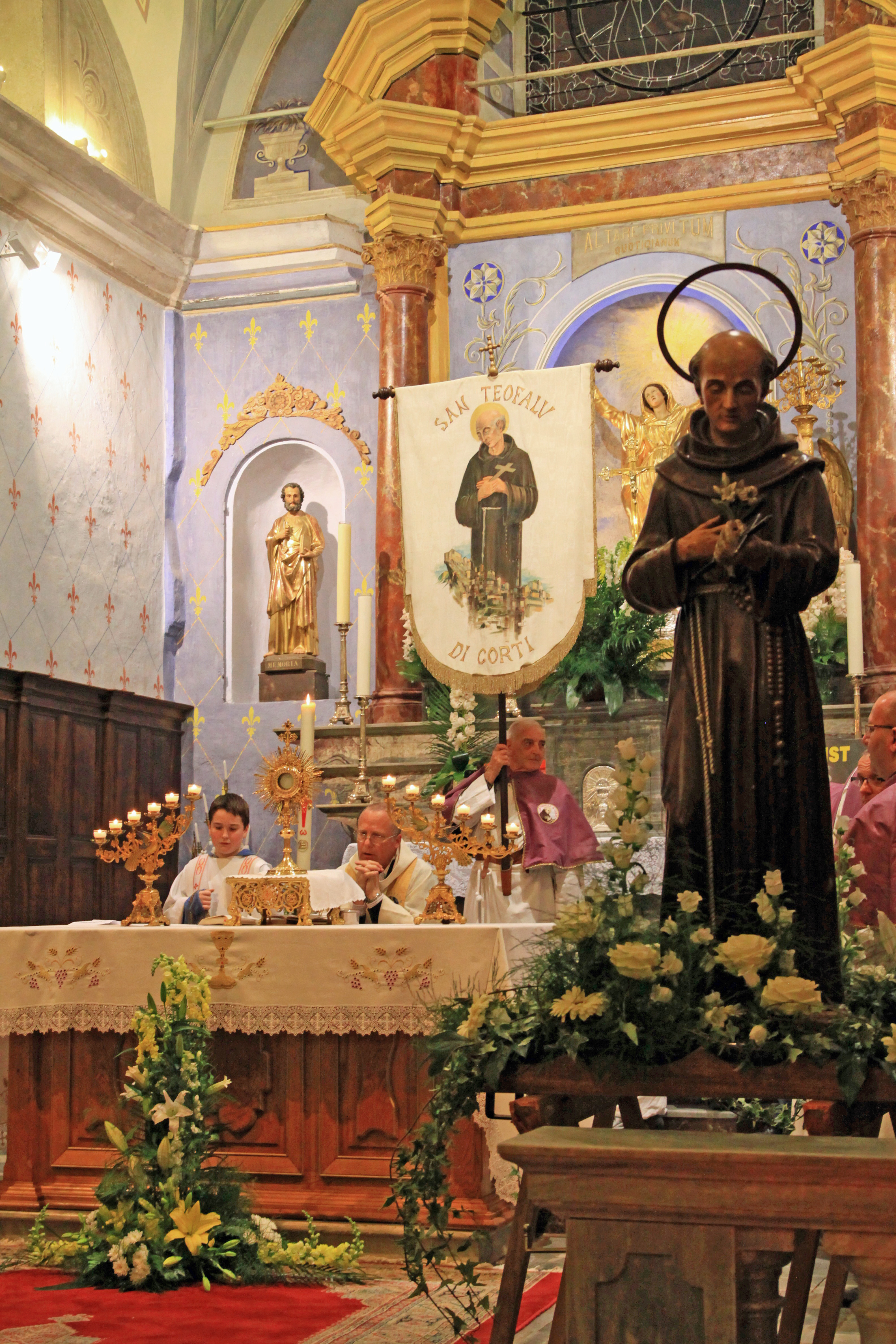
Hl. Theophilus von Corte

Theophilus von Corte (* 30. Oktober 1676 in Corte auf Korsika; † 19. Mai 1740 in Fucecchio, Italien) war ein französischer Franziskaner und Priester. Er wird in der katholischen Kirche als Heiliger verehrt.

## Leben
Theophilus trat 17-jährig dem Franziskanerorden bei und empfing später die Priesterweihe. Ab 1703 lebte er in Einkehrhäusern in der Ordensprovinz Rom und gründete 1731 selbst weitere. Theophilus wirkte als Moraltheologe und Volksmissionar. Er war in seinen letzten Lebensjahren Ordensoberer im Kloster in Fucecchio.
Er wurde am 19. Januar 1895 von Papst Leo XIII. selig- und von Papst Pius XI. am 29. Juni 1930 heiliggesprochen. Er ist Patron von Korsika. Sein Gedenktag in der Liturgie ist der 19. Mai.